# Amato di Sion
Amato di Sion, detto anche Amato di Sens; in francese Amé od Aimé (VII secolo – Monastero di Maurontville, 690), è stato un monaco e vescovo franco del VII secolo. È venerato come santo dalla Chiesa cattolica.
Non va confuso con l'omonimo contemporaneo Sant'Amato di Remiremont.

## Biografia
Monaco all'Abbazia territoriale di San Maurizio d'Agauno, ed eremita nella cappella di Notre-Dame du Roc, fu prescelto per la carica di vescovo della diocesi di Sion nel Vallese (oggi Svizzera) nel 669.
Dopo cinque anni di un episcopato esemplare per le sue virtù cristiane, il maestro di palazzo Ebroino, che aveva usurpato il potere di Teodorico III, iniziò a perseguitarlo come aveva fatto con altri vescovi. Fu così esiliato nel monastero di Saint-Fursy di Péronne, ove l'abate, sant'Ultano, lo trattava con venerazione. Alla morte di quest'ultimo, toccò a san Mauronto sorvegliarlo. Questi gli affidò addirittura la guida del monastero, riprendendola poi alla morte di Amato, avvenuta nel medesimo convento.

## Culto
Sant'Amato viene celebrato il 13 settembre. Le sue reliquie furono subito traslate a Soissons e successivamente, il 1º maggio 870 a Douai. Il 17 ottobre del 1206 Gérard de Douai, vescovo di Châlons, si trovava a Douai con i vescovi di Arras e di Tournai. I tre prelati portarono a spalle la salma di sant'Amato dalla chiesa a lui dedicata fino al Monte di Douai, collina a destra della strada per Arras all'uscita di Douai.
Sant'Amato divenne co-patrono, insieme a San Mauronto, della città di Douai.
La città di Douai ha una piazza dedicata a Saint-Amé, al posto dell'importante Collégiale Saint-Amé, demolita alla fine del 1801.